# Buena Vista (sitio arqueológico)
Buena Vista es un sitio arqueológico de 8 hectáreas (20 acres) ubicado en Perú, a unas 25 millas tierra adentro en el valle del río Chillón y a una hora en automóvil al norte de la ciudad de Lima, la capital del país. Políticamente se encuentra en el  distrito de Santa Rosa de Quives, provincia de Canta, dentro del departamento de Lima, en la precordillera de los Andes.
El sitio fue excavado por primera vez por Frederic Engel (1987). Obtuvo fechas de radiocarbono de artefactos que pertenecían al Período Precerámico Temprano (9700 ± 200 años de radiocarbono sin calibrar antes del presente) y al Período Intermedio Temprano (1960 ± 80 años de radiocarbono sin calibrar antes del presente).

## Historia
En junio de 2004, el arqueólogo Robert Benfer y su equipo descubrieron la característica más significativa de Buena Vista: el Templo del Zorro. Lleva el nombre del mural que flanquea la entrada del templo, que representa a un zorro andino acurrucado dentro de una llama. El Templo del Zorro data de aproximadamente 4200 años a una civilización que ocupó el área unos milenios antes de la civilización incaica. Estos pueblos antiguos no tenían sistema de escritura y su nombre no se conservó; se consideran una cultura precerámica tardía y se cree que siguieron la tradición religiosa Kotosh. Muchos arqueólogos se refieren a ellos como «los andinos».
El complejo del templo mide 33 pies de alto y 55 pies de largo. Es más notable por el observatorio astronómico en su parte superior, que es el más antiguo de su tipo en las Américas; es anterior a los registros de logros artísticos y científicos similares de la región por 800 años. Grandes rocas colocadas en una cresta al este de la entrada del observatorio servían como calendario. La roca más prominente marcaba el solsticio de verano: ese día todos los años, desde la perspectiva del templo, el sol salía directamente sobre la roca. En las horas previas al amanecer del solsticio de verano, una constelación conocida como el zorro se elevó entre otras dos grandes rocas en la misma cresta.
La reverencia del templo al zorro, evidente tanto en el mural de la entrada como en su orientación astrológica, puede proporcionar pistas sobre el propósito del templo. Entre muchos pueblos indígenas de América del Sur, el zorro es un símbolo de agua y cultivo. Benfer plantea la hipótesis de que los antiguos habitantes de Buena Vista usaron el Templo del Zorro para apelar a sus dioses por buenas cosechas en el solsticio de verano, que habría sido el tiempo de siembra para la civilización. El descubrimiento de los restos de plantas y vegetales dentro de la cámara de ofrendas del templo por parte de los investigadores ha respaldado esta teoría.
El observatorio se distingue además por sus tallas sofisticadas y una escultura tridimensional de tamaño natural de un músico, única en un período conocido en esa región por sus relieves bidimensionales.
El sitio de Buena Vista en su conjunto incluye ruinas que van desde los 10 000 años hasta hace menos de 3000 años. Además del templo, el sitio abarca un centro ceremonial, pirámides escalonadas y residencias para las élites y para los plebeyos. Estos edificios son de diferentes períodos de tiempo, muchos de los cuales fueron construidos después del apogeo del templo. La mayoría de estas estructuras han sido saqueadas. El Templo del Zorro escapó por poco del saqueo ya que fue enterrado bajo varias capas de tierra.